# Magyarlaki Tamás
Magyarlaki Tamás (Pécs, 1960. augusztus 3. – Pécs, 2011. szeptember 6.) kutatóorvos, egyetemi oktató.

## Élete
A Pécsi Nagy Lajos Gimnáziumban érettségizett 1978-ban. 1984-ben a Pécsi Orvostudományi Egyetem Általános Orvosi Karán végzett.
Három szakvizsgát szerzett budapesti és debreceni egyetemeken: kórbonctan-kórszövettan (1988), klinikai laboratóriumi vizsgálatok (1998) és immunológia-haematológia/hematológia (2008) szaktárgyakból.
Számos magyar és nemzetközi szakmai tanfolyamon vett részt.
1984-1996 között a Pécsi Tudományegyetem Általános Orvosi karának Pathológiai Intézetében dolgozott. 1996-tól a PTE ÁOK Klinikai Kémia, majd a PTE ÁOK Laboratóriumi Medicina Intézetében tevékenykedett. 2000-től egyetemi docens volt.
Fáradhatatlan munkabírással rendelkezett, szinte élete utolsó napjáig megállás nélkül dolgozott. Ha betegsége (ami ellen csaknem 12 évig elszántan küzdött, és amely rosszindulatú kórnak Magyarországon ő volt az egyik legkiemelkedőbb kutatója) akadályozta személyes jelenlétét, akkor az internet segítségével tartott kapcsolatot munkatársaival.
Sokrétű kutatói és oktatói tevékenysége mellett tudott szakítani időt családjára is. 1986-ban nősült, három gyermeket nevelt. Gondos, jó családapa volt. Szerette a zenét, művészi szinten zongorázott, hegedült. Kedvelte továbbá a szépirodalmat és a természetet. Jó humora révén, kedves közvetlensége miatt nemcsak családja, barátai, kollégái, hallgatói szerették, de akik futólag találkoztak vele, azok is megkedvelték.

## Tudományos tevékenysége

### Tudományos érdeklődési területe
Onkológia, onkohaematológia, immunológia és nephrológia.

### Kutatási területei
- Felnőttkori vesekarcinóma immunológiai vizsgálata
- A nephropathia pathogenezisének immunológiai és klinikopathológiai vizsgálata
- Vesetranszplantáció klinikopathológiai elemzése
- Áramlási cytometria és multidrog-rezisztencia haemato-oncologiai betegeken

6 alkalommal OTKA (Országos Tudományos Kutatási Alapprogramok) egy esetben ETT (Európai Területi Társulások) támogatást nyert, saját és társszerzőként.

### Művei
Tudományos közleményeinek száma 72, társszerzője 3 monográfiának. Az interneten három oktatóanyaga található, melyeket nem sokkal halála előtt készített.
- Magyarlaki Tamás: Vérsejtek laboratóriumi mérése – vérkép automaták és a Flow cytometria klinikai laboratóriumi alkalmazása. 2011.[1]
- Magyarlaki Tamás: A laboratóriumi hematológiai vizsgálatok lehetőségei, algoritmusai, szinergizmusa a pathológiai és radiológiai leképező diagnosztikával. Synlab továbbképzés oktatási anyag. PTE ÁOK LMI. 2011.[2]
- Az előző tananyag rövidebb változata.[3]

### Kongresszusok
30 nemzetközi kongresszuson szerepelt, kongresszusi előadásainak és posztereinek száma kereken 100.

### Oktatói munkássága
1984-től haláláig tanított a Pécsi Orvostudományi Egyetemen, illetve a későbbi PTE Általános Orvostudományi Karán. Korábban a pathológia oktatásában, 1996-tól pedig rendszeresen, gyakorlott oktatóként szerepelt a klinikai kémia oktatásában, magyar és angol nyelvű hallgatók képzésében.
A PTE Egészségtudományi Főiskolai Karán haematológiát oktatott, PhD kurzusokat tartott.
PhD dolgozatok konzulensi, bírálói munkáiban vett részt.

### Tudományos fokozatai
Kandidátusi értekezését 1992-ben védte meg, 2008. december 10-én tartotta habilitációs előadását a Pécsi Tudományegyetemen.

## Tudományos társaságok, kitüntetések
Tagja volt a nemzetközi Chemo- és Immunterápiás, Pathológiai Társaságoknak. Később egészen haláláig a Magyar Immunológus Társaság, a Magyar Onkológus Társaság és a Magyar Laboratóriumi Diagnosztikai Társaság tagja volt.
Háromszor tüntették ki:
- 1990 márciusban a Szegedi Szent-Györgyi Albert Orvostudományi Egyetem a Fiatal Kutatók díját ítélte neki.
- 1999-2002 között a Magyar Tudományos Akadémia Bolyai János ösztöndíjban részesítette.
- 2010. augusztus 26-28-án egy nagygyűlés keretében szakmai tevékenységét a Magyar Laboratóriumi Diagnosztikai Társaság Pándy Kálmán emlékéremmel jutalmazta.

## Emlékezete
A Pécsi Tudományegyetem Általános Orvostudományi Kar és a Laboratóriumi Medicina Intézet nevében Dr. Kovács L.Gábor intézetigazgató, Dr. Miseta Attila dékán és Dr. Kellermayer Miklós emeritus professzor, egyetemi tanárok bensőséges hangú megemlékezése munkatársukról.

## Külső hivatkozások
- https://profiles.google.com/111508323905728574775/about%5B%5D
- http://www.mendeley.com/profiles/tamas-magyarlaki/%5B%5D
- http://www.doktori.hu/index.php?menuid=192&sz_ID=2083
- http://www.mtakpa.hu/koztest/ktag.php?ikt=02013%5B%5D